# Oru (Aseri)
Pour les articles homonymes, voir Uro.

Oru est un village de 23 habitants de la Commune d'Aseri du Comté de Viru-Est en Estonie.